# RNASE2
RNASE2 (англ. Ribonuclease A family member 2) – білок, який кодується однойменним геном, розташованим у людей на короткому плечі 14-ї хромосоми. Довжина поліпептидного ланцюга білка становить 161 амінокислот, а молекулярна маса — 18 354.
| 10         |  | 20         |  | 30         |  | 40         |  | 50         |
| ---------- |  | ---------- |  | ---------- |  | ---------- |  | ---------- |
| MVPKLFTSQI |  | CLLLLLGLLA |  | VEGSLHVKPP |  | QFTWAQWFET |  | QHINMTSQQC |
| TNAMQVINNY |  | QRRCKNQNTF |  | LLTTFANVVN |  | VCGNPNMTCP |  | SNKTRKNCHH |
| SGSQVPLIHC |  | NLTTPSPQNI |  | SNCRYAQTPA |  | NMFYIVACDN |  | RDQRRDPPQY |
| PVVPVHLDRI |  | I          |  |            |  |            |  |            |

A: Аланін

C: Цистеїн

D: Аспарагінова кислота

E: Глутамінова кислота

F: Фенілаланін

G: Гліцин

H: Гістидин

I: Ізолейцин

K: Лізин

L: Лейцин

M: Метіонін

N: Аспарагін

P: Пролін

Q: Глутамін

R: Аргінін

S: Серин

T: Треонін

V: Валін

W: Триптофан

Кодований геном білок за функціями належить до гідролаз, нуклеаз, ендонуклеаз. 
Задіяний у такому біологічному процесі, як хемотаксис. 
Локалізований у лізосомі.